# Charles Henry Martin
Charles Henry Martin (ur. 1 października 1863, zm. 22 września 1946) – amerykański wojskowy i polityk związany z Partią Demokratyczną.
W 1887 roku ukończył studia w Akademii Wojskowej Stanów Zjednoczonych i przez czterdzieści lat służył w Armii Stanów Zjednoczonych biorąc udział między innymi w operacjach wojennych podczas wojny amerykańsko-hiszpańskiej, powstania bokserów oraz I wojny światowej. W 1927 roku po 40 latach czynnej służby wojskowej odszedł do rezerwy w stopniu generała majora i czynnie zajął się polityką.
W latach 1931–1935 przez dwie dwuletnie kadencje Kongresu Stanów Zjednoczonych reprezentował trzeci okręg wyborczy w stanie Oregon w Izbie Reprezentantów Stanów Zjednoczonych. Później, w latach 1935–1939 był gubernatorem stanu Oregon.